# Anton Reig i Sors
Anton Reig i Sors (l'Armentera, Alt Empordà, 1848 - Barcelona, Barcelonès, 1930) va ésser un propietari que signà el Missatge a la Reina Regent (1888) i, com adherit a la Unió Catalanista i com a representant de Calonge, fou nomenat delegat a les Assemblees de Manresa (1892), Reus (1893), Balaguer (1894), Olot (1895), Girona (1897) i Terrassa (1901).